# Atakpamé
Atakpamé er en by i det sydlige Togo, med et indbyggertal på 98.193 (2022). Byen er hovedstad i Togos Plateaux Region og ligger 161 kilometer nord for hovedstaden Lomé.